# Маслозеро (озеро, Беломорский район)
Маслозеро — озеро на территории Сосновецкого сельского поселения Беломорского района Республики Карелии.

## Общие сведения
Площадь озера — 6,3 км², площадь водосборного бассейна — 88,7 км². Располагается на высоте 90,5 метров над уровнем моря.
Форма озера продолговатая: оно почти на пять километров вытянуто с северо-запада на юго-восток. Берега изрезанные, каменисто-песчаные, преимущественно заболоченные.
В юго-восточную оконечность впадает ручей Топорный, берущий начало из озера Топорного. В северо-западной оконечности Маслозеро соединяется с озером Лежево, через которое протекает река Охта, впадающая в реку Кемь.
На западном берегу располагается одноимённая покинутая карельская деревня.
Код объекта в государственном водном реестре — 02020001011102000006530.